# چاناتیپ سونگکراسین
چاناتیپ سونگکراسین (انگلیسی: Chanathip Songkrasin; تولد ۵ اکتبر ۱۹۹۳) بازیکن فوتبال حرفه‌ای تایلندی است که هم‌اکنون در تیم ملی فوتبال تایلند بازی می‌کند.
وی سابقه بازی در باشگاه فوتبال موانگتونگ یونایتد را دارد.